# 斯拉芬卡·德拉库利奇
斯拉芬卡·德拉库利奇（1949年7月4日—），克罗地亚女作家。现居瑞典。生于克罗地亚的里耶卡，在萨格勒布大学主修比较文学和社会学，之后成为记者、作家及时事评论员。近些年来，试图理解巴尔干战争――其核心是波黑内战，已经成为她作品的中心主题。其作品《他们连一只苍蝇都不会伤害：海牙法庭上的罪犯》于2005年获得了莱比锡欧洲理解奖。

## 主要作品
- 散文集：《女性主义的死罪》（Deadly Sins of Feminism）《如何在共产主义中存活，甚至一笑置之》（How We Survived Communism and Even Laughed），以及《巴尔干快报：战争另一边的片段纪录》（The Balkan Express: Fragments from the Other Side of War）。
- 小说：《恐惧的全貌》（Holograms of Fear）、《大理石肌肤》（Marble Skin）与《男人的品味》（The Taste of a Man）。[2]

### 中译本
- 《欧洲咖啡馆：寻找自我的东欧世界》，商周出版，2006年（ISBN 9789861247656）。该书讲诉了剧变后的东欧百态。